# Susanne Wimmer-Leonhardt
Susanne Wimmer-Leonhardt (* 4. Oktober 1966 in Kaiserslautern) ist eine deutsche Juristin, Politikerin der SPD und Vizepräsidentin des Rechnungshofes Rheinland-Pfalz.

## Leben
Nach dem Abitur 1986 am St.-Franziskus-Gymnasium in ihrer Geburtsstadt absolvierte sie eine Banklehre bei der Volksbank Kaiserslautern. Ab 1989 studierte sie Rechtswissenschaften an der Universität des Saarlandes. Im Jahre 1995 wurde sie dort im Bankrecht promoviert. Im Jahr 2003 habilitierte sie sich im Konzernrecht und war anschließend bis 2007 Privatdozentin an der Universität des Saarlandes. Wimmer-Leonhardt hat eine Tochter.

## Politischer Werdegang
Von 2007 bis 2018 war Susanne Wimmer-Leonhardt Bürgermeisterin und Dezernentin von Kaiserslautern (Dezernat II). Ins Amt gekommen war sie mit Hilfe ihres Vaters, des Café-Haus-Besitzers und Kaiserslauterner Lokalpolitikers, Adolf Hans Wimmer (1938–2017): "Sein ganzer Stolz war es, dass seine Tochter Susanne Wimmer-Leonhardt in seiner Heimatstadt Bürgermeisterin werden konnte. Dafür nahm er auch den Bruch mit seiner Partei, der CDU, in Kauf. Bei der legendären Stadtvorstandswahl am 22. Mai 2007 [...] wich er von der offiziellen Linie der Fraktion ab und votierte als Vater [...] für seine Tochter, statt für die von der CDU nominierte Bürgermeisterkandidatin Marlies Kohnle-Gros." Zu ihren Aufgaben gehörten die Referate Kultur sowie Recht und Ordnung, die Eigenbetriebe Stadtentwässerung und Stadtbildpflege Kaiserslautern sowie der Kriminalpräventive Rat.
Wimmer-Leonhard, die 2008 der SPD beigetreten war, wurde 2014 in ihrem Amt als Dezernentin bestätigt. In der SPD hat sie das Amt der stellvertretenden Unterbezirksvorsitzenden des Stadtverbandes Kaiserslautern inne. Am 22. August 2018 wurde sie vom Landtag Rheinland-Pfalz zur Vizepräsidentin des Rechnungshofes Rheinland-Pfalz gewählt und erhielt im September die Ernennungsurkunde von Malu Dreyer, der Ministerpräsidentin von Rheinland-Pfalz. Ihren Dienst trat sie im Oktober 2018 an.

## Veröffentlichungen
- Susanne Wimmer-Leonhardt: Die Haftung gegenüber den Bankkunden im mehrgliedrigen Zahlungsverkehr : die Rechtslage in Deutschland mit rechtsvergleichenden und europarechtlichen Bezügen (= Saarbrücker Studien zum internationalen Recht. Band 2). Nomos-Verlag, Baden-Baden 1996, ISBN 3-7890-4390-7. (zugleich: Dissertation, Universität Saarbrücken, 1996)
- Michael Martinek, Susanne Wimmer-Leonhardt: Handels-, Gesellschafts- und Wertpapierrecht. 58 Fälle mit Lösungen (= UTB. Band 2236; = Schaeffers Rechtsfälle. Band 7). 3. Auflage, Müller, Heidelberg 2001, ISBN 3-8252-2236-5.
- Susanne Wimmer-Leonhardt: Konzernhaftungsrecht. Die Haftung der Konzernmuttergesellschaft für die Tochtergesellschaften im deutschen und englischen Recht. Mohr Siebeck, Tübingen 2004, ISBN 3-16-148238-7. (zugleich: Habilitationsschrift, Universität Saarbrücken, 2003)
- Michael Martinek (Herausgeber), Susanne Wimmer-Leonhardt: J. von Staudingers Kommentar zum Bürgerlichen Gesetzbuch. Buch 2: Recht der Schuldverhältnisse. §§ 516–534 (Schenkungsrecht). Sellier-de Gruyter, Berlin 2005, ISBN 3-8059-1005-3.